# Antiochia in Pisidien
Koordinaten: 38° 18′ 22″ N, 31° 11′ 20,7″ O

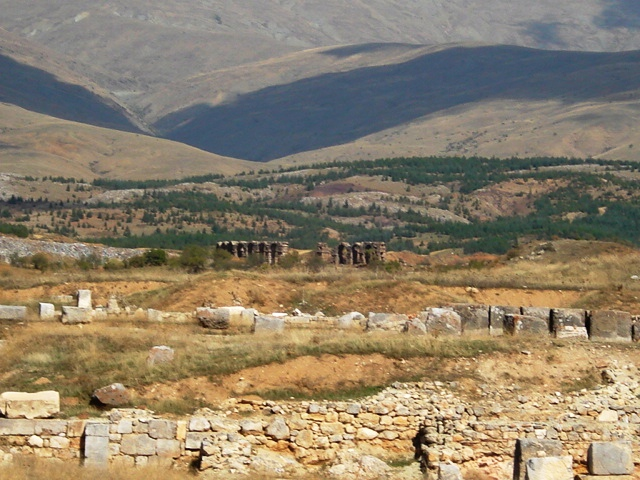
Ruinen von Antiochia

Antiochia in Pisidien (griechisch Antiocheia, Αντιόχεια τὴς Πισιδίας; lateinisch Antiochia ad Pisidiam, auch Antiochia Caesarea oder Colonia Caesarea) ist eine antike Stadt in Kleinasien in der heutigen Türkei. Sie ist eine von mehreren Städten, die von seleukidischen Herrschern mit Namen Antiochos gegründet und nach ihnen benannt wurden.
Da die Grenzen der Landschaft Pisidien im Laufe der Zeit unterschiedlich gezogen wurden, gehörte Antiochia zeitweise nicht zu Pisidien. Zur Zeit des Neuen Testaments gehörte es zu Phrygien, das in der Apostelgeschichte des Lukas (13,14) benutzte Angabe Αντιόχεια τὴν Πισιδίαν sollte am besten mit „Antiochia bei Pisidien“ wiedergegeben werden.
Das pisidische Antiochia wurde mit Siedlern aus Magnesia auf einem strategisch günstigen Platz in der Nähe des heutigen Yalvaç angelegt. Nach der Gründung der römischen Provinz Galatia wurde die Stadt um 25 v. Chr. erneut als Veteranenkolonie mit dem Namen Colonia Caesarea Antiochia gegründet. Über die wichtige Militärstraße via Sebaste war sie mit anderen augusteischen Gründungen in Kleinasien verbunden. Im Zuge der Reichsreform Diokletians wurde Antiochia zur Metropolis der neu gegründeten spätantiken Provinz Pisidia.
Antiochia in Pisidien entwickelte sich schnell zu einer der bedeutendsten römischen Städte in Kleinasien. Bereits im 1. Jahrhundert n. Chr. lassen sich mehrere Senatoren nachweisen, die aus Antiochia stammen.
Der oströmisch/byzantinische Dichter Georg von Pisidien wurde hier geboren.
Grabungen in Antiochia haben ein Theater, eine Therme, Brunnen, einen Augustus-Tempel und ein Aquädukt freigelegt. Das Museum in Yalvac beherbergt Funde aus Antiochia und der Frühgeschichte der Landschaft.
Antiochia ist Endpunkt des Pauluswegs, eines Wander- und Pilgerwegs, der in Perge bei Antalya beginnt.